# Східний Донбас

Схема розташування вугленосних районів Донецького басейну:
1 — Петриківський, 2 — Новомосковський, 3 — Петропавлівський, 4 — Південно-Донбаський, 5 — Покровський, 6 — Донецько-Макіївський, 7 — Амвросієвський, 8 — Торезько-Сніжнянський; 9 — Центральний, 10 — Північно-західні окраїни Донбасу; 11 — Старобільська площа, 12 — Лисичанський; 13 — Алмазно-Мар'ївський; 14 — Селезнівський, 15 — Луганський, 16 — Краснодонський; 17 — Ореховський; 18 — Боково-Хрустальський; 19 — Должансько-Ровенецький; 20 — Міуський, 21 — Шахтинсько-Несвітаєвський; 22 — Задонський, 23 — Суліна-Садкінський; 24 — Гуково-Звєрєвський; 25 — Червонодонецький; 26 — Каменсько-Гундорівський; 27 — Білокалітвенський; 28 — Тадинський; 29 — Міллєровський; 30 — Цимлянський.

Східний Донбас — вуглевидобувний регіон, російська частина Донецького кам'яновугільного басейну. Розташований у північно-західній частині Ростовської області та прилеглих районах України (схід Луганської області).

## Загальні відомості
На території Східного Донбасу видобування вугілля підземним способом почалося з кінця XVIII століття. На Грушевському родовищі (Грушевські копальні) вже до 1844 працювало близько 80 шахт з річним обсягом видобутку близько 15 тис. тонн. Істинний розквіт вуглевидобутку в Східному Донбасі відбувався в 30-і, 40-і та повоєнні роки ХХ століття, коли річні обсяги видобутку вугілля досягали 30 і більше млн тонн. Видобуток вели два великих виробничих об'єднання: «Ростовуголь» і «Гуковуголь».
Більшість шахт регіону експлуатувалися тривалий час, відпрацювали сприятливі запаси, що негативно вплинуло на собівартість видобутого вугілля. При реструктуризації вугільної галузі в 90-х роках ХХ століття кількість діючих шахт Східного Донбасу скоротилося з 64 до 13 (див. Список: Закриті шахти Східного Донбасу).
Сьогодні на території Ростовської області виробничу діяльність здійснює 6 вугільних компаній, які управляють в цілому 9 діючими шахтами.
Компанія «Російське Вугілля» управляє 8 шахтами і 3 збагачувальними фабриками. З них діють 5 шахт і 2 збагачувальні фабрики, одна шахта законсервована, ще одна перебуває в режимі підтримки життєдіяльності. На шахті «Західна» і збагачувальній фабриці ЦЗФ «Донецька» запущено процес ліквідації. «Донське вугілля» веде видобуток вугілля зданої в експлуатацію в 2007 році шахти «Шерловська-Похила» і завершує коригування проектно-кошторисної документації будівництва шахти «Обухівська № 1» зі збагачувальною фабрикою. «Південна вугільна компанія» управляє чинним шахтоуправлінням «Садкінське», законсервованою шахтою № 37 і збагачувальною фабрикою ЦЗФ «Гуковская». Компанія «Шахта Східна» здійснює видобуток вугілля на шахті «Східна». Шахта «Антрацит» веде гірничі роботи на однойменній шахті. «Ростовська вугільна компанія» займається будівництвом шахти «Бистрянська № 1-2».
За чинним шахтним фондом Східного Донбасу (з урахуванням шахт, що перебувають у режимі консервації та підтримки життєдіяльності) промислові запаси вугілля складають більше 330 млн тонн. Вугільні компанії області придбали ліцензії на відпрацювання ділянок вугілля з сумарними запасами 592 млн тонн (розподілений фонд). Крім того, для можливого освоєння в нерозподіленому фонді значиться понад 2,1 млрд тонн запасів вугілля. Частка антрацитів в них становить понад 90 %. За прогнозами, на півночі області, на міллеровській вугленосній площі, залягає понад 2 млрд тонн енергетичного вугілля: бурого і довгополуменевого. З цих запасів на ділянці «Північна» розвідувальними роботами підтверджено 143 млн тонн. Сумарна виробнича потужність діючих вугільних шахт становить близько 8,7 млн тонн гірської маси на рік. Разом з тим, малометаморфізоване вугілля північних ділянок відносять до «солоного» — з підвищеним вмістом солей NaCl i KCl.
У 2011 році вугільними підприємствами Ростовської області було видобуто 5 млн 280 тис. тонн вугілля.

## Історія
- Донецько-Криворізька радянська республіка
- Донська республіка
- Донецька губернія

## Шахтарські міста
- Донецьк
- Звєрево
- Гуково
- Новошахтинськ
- Шахти